# Liste der Kulturgüter in Alpnach
Die Liste der Kulturgüter in Alpnach enthält alle Objekte in der Gemeinde Alpnach im Kanton Obwalden, die gemäss der Haager Konvention zum Schutz von Kulturgut bei bewaffneten Konflikten, dem Bundesgesetz vom 20. Juni 2014 über den Schutz der Kulturgüter bei bewaffneten Konflikten sowie der Verordnung vom 29. Oktober 2014 über den Schutz der Kulturgüter bei bewaffneten Konflikten unter Schutz stehen.
Objekte der Kategorien A und B sind vollständig in der Liste enthalten, Objekte der Kategorie C fehlen zurzeit (Stand: 1. Januar 2023).

## Kulturgüter
| Foto |                                                                                   | Objekt                                                                                                 | Kat. | Typ | Standort                                       | Beschreibung |
| ---- | --------------------------------------------------------------------------------- | --- | ---- | --- | ---------------------------------------------- | ------------ |
| BW   | Datei hochladen · Wikidata zu Römischer Gutshof Uechteren (Q29523514)             | Römischer Gutshof Uechteren KGS-Nr.: 04244                                                             | A    | F   | Uechteren 663100 / 198549                      |              |
| ja   | Datei hochladen · Wikidata zu Pilatusbahn (Q277174)                               | Pilatusbahn mit Talstation KGS-Nr.: 09742                                                              | A    | X   | Brünigstrasse 4 663831 / 200829                |              |
| ja   | Datei hochladen · Wikidata zu Kapelle St. Theodul (Q29786248)                     | Kapelle St. Theodul KGS-Nr.: 04241                                                                     | B    | G   | Schoried 5.1 662190 / 198393                   |              |
| ja   | Datei hochladen · Wikidata zu Pfarrkirche Alpnach (Q2082512)                      | Pfarrkirche St. Maria Magdalena KGS-Nr.: 04242                                                         | B    | G   | Brünigstrasse / Bahnhofstrasse 663441 / 199220 |              |
| ja   | Datei hochladen · Wikidata zu Schönenbühlhaus, Schoried (Q29786252)               | Schönenbühlhaus, Schoried KGS-Nr.: 04243                                                               | B    | G   | Schönenbüel 1 662104 / 198508                  |              |
| BW   | Datei hochladen · Wikidata zu Wohnhaus Grund (Q122019310)                         | Wohnhaus Grund KGS-Nr.: 05716                                                                          | B    | G   | Grunderbergstrasse 11 663027 / 199474          |              |
| ja   | Datei hochladen · Wikidata zu Beinhaus St. Michael (Q29786244)                    | Beinhaus St. Michael KGS-Nr.: 12264                                                                    | B    | G   | Bahnhofstrasse 8.1 663538 / 199190             |              |
| ja   | Datei hochladen · Wikidata zu Altes Schulhaus, sogenannter Schlosshof (Q29786241) | Altes Schulhaus, sogenannter Schlosshof KGS-Nr.: 12265                                                 | B    | G   | Bahnhofstrasse 8 663547 / 199170               |              |
| BW   | Datei hochladen · Wikidata zu Katholisches Pfarrhaus, Pfarrhof (Q29786251)        | Katholisches Pfarrhaus, Pfarrhof KGS-Nr.: 12271                                                        | B    | G   | Bahnhofstrasse 10 663598 / 199173              |              |
| ja   | Datei hochladen · Wikidata zu Kapelle St. Josef (Q29786247)                       | Kapelle St. Josef KGS-Nr.: 12272                                                                       | B    | G   | Brünigstrasse 70.1 663761 / 200630             |              |
| ja   | Datei hochladen · Wikidata zu Verwaltungsgebäude der Pilatus-Bahn (Q29786254)     | Verwaltungsgebäude der Pilatusbahn KGS-Nr.: 12273                                                      | B    | G   | Brünigstrasse 2 663851 / 200847                |              |
| ja   | Datei hochladen · Wikidata zu Majorenhaus (Q29786249)                             | Majorenhaus KGS-Nr.: 12275                                                                             | B    | G   | Brünigstrasse 1 663808 / 200762                |              |
| ja   | Datei hochladen · Wikidata zu Bahnhof Alpnachstad (Q4735626)                      | Bahnhof Alpnachstad mit Lokremise (dislozierter Teil des ersten Luzerner Bahnhofs 1859) KGS-Nr.: 12276 | B    | G   | Bahnhofplatz 6 663873 / 200779                 |              |
| ja   | Datei hochladen · Wikidata zu Hotel Pilatus-Kulm (Q111409702)                     | Hotel Pilatus-Kulm KGS-Nr.: 12277                                                                      | B    | G   | Pilatus Kulm 2 662009 / 203484                 |              |